# 胜芳站
胜芳站是津保铁路的一个客运中间站，位于中华人民共和国河北省廊坊市霸州市堂二里镇东张柳村，中心里程为DK35+492。中国铁路客户服务中心目前将该站计入霸州的同城站。
胜芳站现为天津站的站管站，警务由石家庄铁路公安处担当。津兴城际铁路2023年引入本站。

## 车站结构
| 地上一层 | 2站台（側式月台） | 2站台（側式月台）                                          |
| 地上一层 | 到发线            | 津保铁路往保定方向                                         |
| 地上一层 | 正线              | 津保铁路往保定方向                                         |
| 地上一层 | 正线              | 津保铁路往天津西方向                                       |
| 地上一层 | 到发线            | 津保铁路往天津西方向                                       |
| 地上一层 | 1站台（側式月台） |                                                            |
| 地面层   | 站房              | 出站口、卫生间、饮水处、候车室、警务室、验证验票口、售票处 |

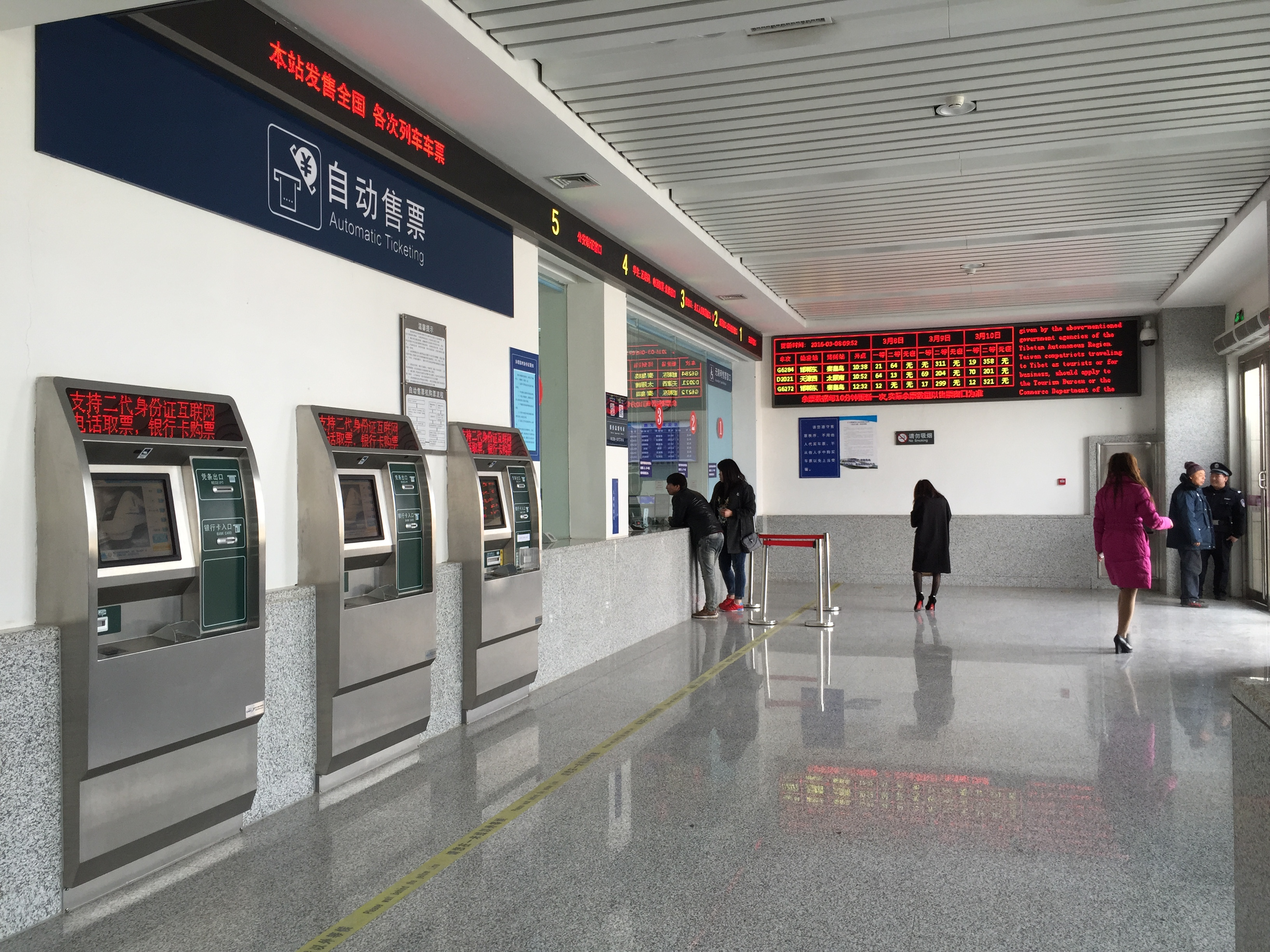
胜芳站售票处，需从正门进入
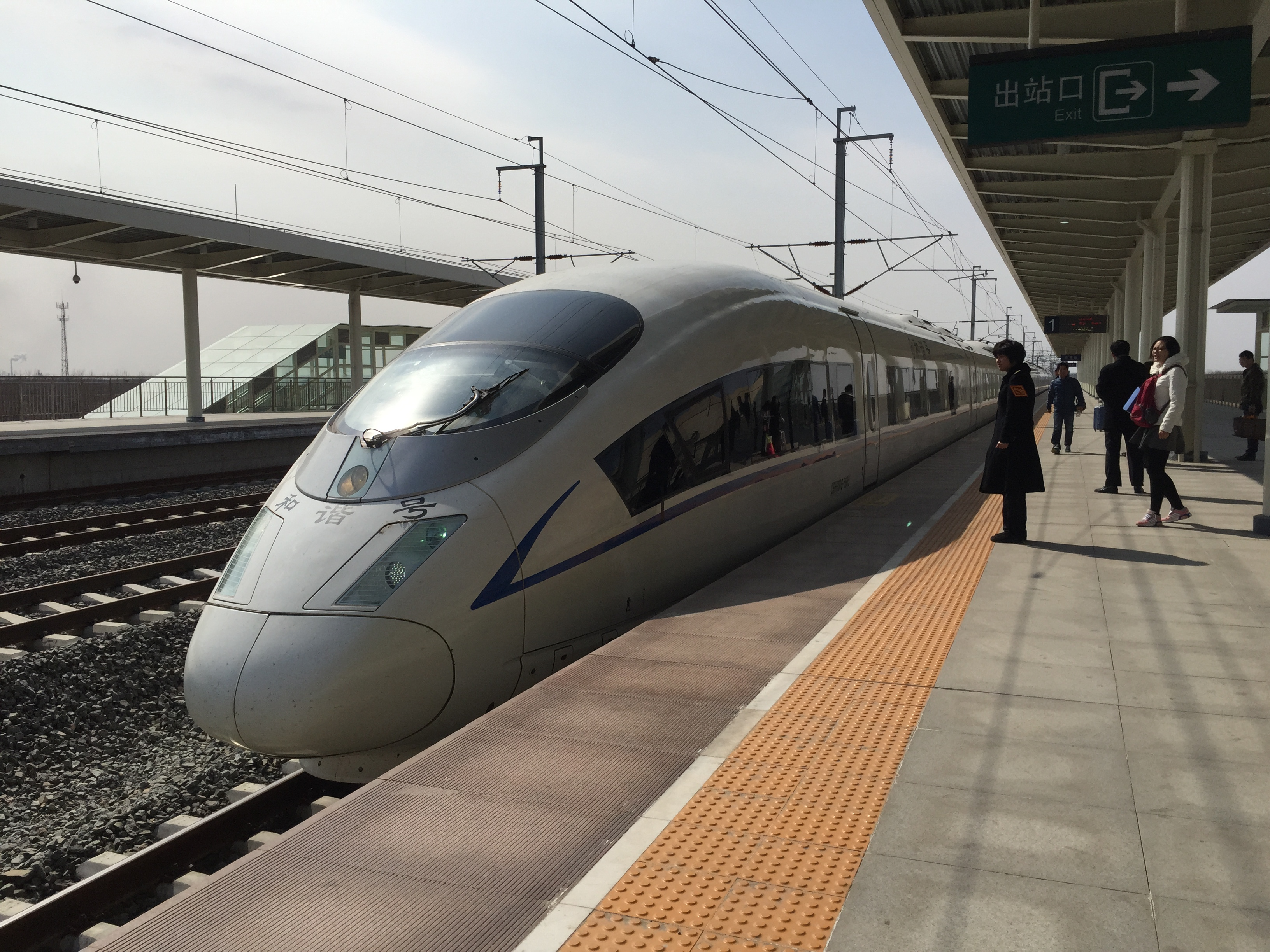
G6272次列车进入胜芳站1站台
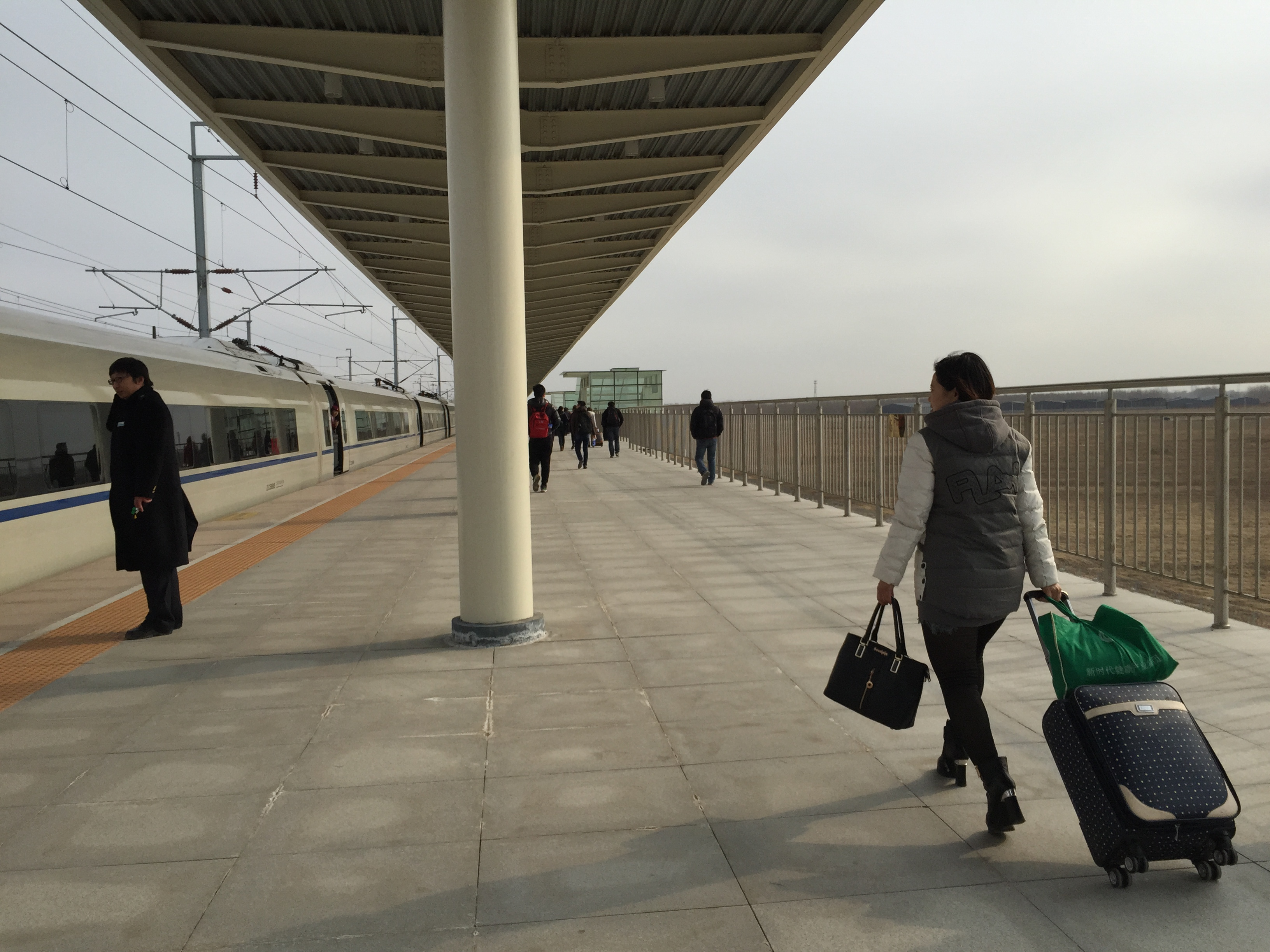
胜芳站2站台